# Berkelium
Berkelium är ett radioaktivt grundämne som tillhör aktiniderna. Berkelium är en transuran.